# Václav Havel (Kanute)
Václav Havel (* 5. Oktober 1920 in Prag; † 14. Dezember 1979 ebenda) war ein tschechoslowakischer Kanute.

## Erfolge
Václav Havel nahm im Zweier-Canadier an den Olympischen Spielen 1948 in London teil. Er ging dabei mit Jiří Pecka auf der Marathon-Strecke über 10.000 Meter an den Start, auf der die beiden insgesamt fünf Konkurrenten hatten. Die US-Amerikaner Steve Lysak und Steve Macknowski gewannen das Rennen in 55:55,4 Minuten mit deutlichem Vorsprung vor Havel und Pecka, die 1:43,1 Minuten nach den siegreichen Lysak und Macknowski das Ziel erreichten. Die drittplatzierten Georges Dransart und Georges Gandil aus Frankreich überquerten weitere 22,3 Sekunden später die Ziellinie.
Zwei Jahre darauf gewannen Havel und Pecka über 1000 Meter bei den Weltmeisterschaften in Kopenhagen die Bronzemedaille. Danach gingen die beiden nur noch im Kanuslalom an den Start. So gewannen sie bei den Weltmeisterschaften 1951 in Steyr die Bronzemedaille im Einzelwettbewerb des Zweier-Canadiers und wurden in der Mannschaftswertung Vizeweltmeister. 1953 belegten sie in Meran den dritten Platz in der Mannschaftskonkurrenz. In Augsburg wurde Havel 1957 mit Josef Hendrych im Einzelwettbewerb Zweiter und schließlich in der Mannschaftswertung auch erstmals Weltmeister. Bei den Weltmeisterschaften 1959 in Genf folgten mit Hendrych im Einzel- und im Mannschaftswettbewerb zwei weitere Silbermedaillen im Zweier-Canadier.